# Херсонська територіальна громада
Херсонська міська територіальна громада — територіальна громада в Україні, у Херсонському районі Херсонської області з адміністративним центром у місті Херсон.

## Загальна інформація
Площа території — 452,6 км², населення громади — 322 557 осіб (2020 рік).

## Населені пункти
До складу громади увійшли м. Херсон, 11 селищ (Антонівка, Благовіщенське, Зеленівка, Зимівник, Інженерне, Комишани, Молодіжне, Наддніпрянське, Придніпровське, Приозерне, Сонячне) та 4 села: Богданівка, Петрівка, Садове, Степанівка.

## Історія
Створена у 2020 році відповідно до розпорядження Кабінету Міністрів України № 726-р від 12 червня 2020 року «Про визначення адміністративних центрів та затвердження територій територіальних громад Херсонської області», шляхом об'єднання територій та населених пунктів Херсонської міської ради (в складі Антонівської, Зеленівської, Комишанської, Наддніпрянської селищних, Степанівської сільської рад міста Херсон) та Садівської сільської ради Білозерського району Херсонської області.